# セントルイスの戦い
セントルイスの戦い （英: Battle of St. Louis、またはサンカルロス砦の戦い、英: Battle of Fort San Carlos）は、アメリカ独立戦争中の1780年5月26日に、イギリス軍が率いたスペイン領ルイジアナ、セントルイスへの攻撃である。その地域は元フランス領ルイジアナだったが、1763年のパリ条約後にスペインに割譲されていた。イギリス軍民兵指揮官が率いた主にインディアンで構成される部隊がセントルイスを攻撃した。セントルイスの守備隊はスペイン総督フェルナンド・デ・レイバが率いる大半が地元の民兵であり、できる限りの防御を施していたので、この攻撃に持ち堪えることができた。
この戦闘と同時期に起こったミシシッピ川対岸のイリノイのカホキアにあったアメリカ軍前進基地への攻撃も撃退された。撤退途中のインディアンが保護地域外にあった開拓地の作物を破壊し、市民を捕虜に取った。この攻撃が失敗したことで、アメリカ独立戦争中のイギリス軍によるミシシッピ川支配の試みは終わった。

## 背景

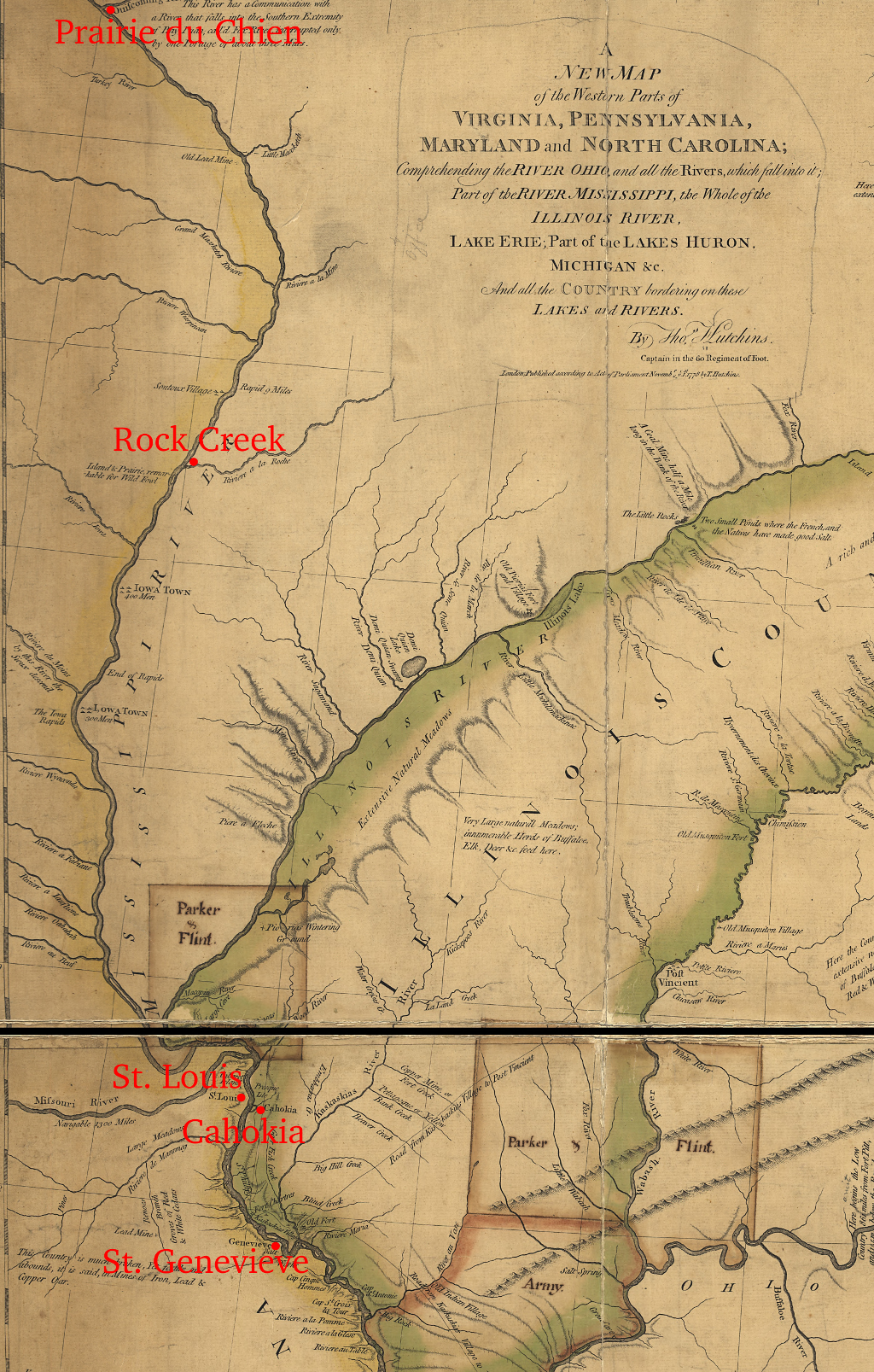
1778年制作のミシシッピ川中流域地図、セントルイスの戦いに関連する地名が記されている

アメリカ独立戦争には1779年にスペインが参戦し、ロンドンのイギリス軍作戦参謀はスペインとアメリカ独立推進派（パトリオット）の活動に対してミシシッピ川の回廊を確保しようとした。その作戦には西フロリダからニューオーリンズなどスペインの開拓地を占領することと、セントルイスなどミシシッピ川上流の小さな町を支配するために数度の遠征を行うことが含まれていた。西フロリダからの遠征は実現しなかった。スペイン領ルイジアナの総督ベルナルド・デ・ガルベスが即座に動いてミシシッピ川下流のイギリス軍前進基地を占領し、西フロリダの主要な前進基地であるモービルやペンサコーラに対する威嚇行動を行っていた。

### イギリス軍の遠征
イギリス軍の北からの遠征は北西部領土（現在のミシガン州）ミチリマキナック砦にいた軍政府長官パトリック・シンクレアが率いた。1780年2月から毛皮交易業者達に領土内を巡回し、セントルイスに対する遠征に興味を持つ部族を集めてくるよう指示した。毛皮交易業者達にはこの作戦に参加する動機付けとしてスペイン領ルイジアナ北部における毛皮貿易を支配する機会が提供された。
部隊の大半は現在のウィスコンシン州プレーリードゥシーンに集結し、そこで元は民兵の大尉で毛皮交易業者に転身したエマヌエル・ヘッセの指揮下に入った。その総勢は約2ダースの毛皮交易業者と推計で750名ないし1,000名のインディアンとなり、5月2日にプレーリードゥシーンを出発した。部隊の中でも最大の集団はワパシャが率いたスー族戦士約200名であり、その他にチッペワ族、メノミニー族およびウィネバゴ族もそこそこの数がいた。他の部族からも少数ながら参加していた。チッペワ族酋長マチェケウィスがインディアン全体の総指揮を任された。この部隊が現在のイリノイ州ロックアイランドに到着すると、ソーク族とフォックス族から約250名の戦士が加わった。これらの戦士はセントルイスを攻撃することに気が進まなかったが、ヘッセがその参加を確実なものにするために大きな贈り物を与えていた。

### スペインとアメリカの防衛
セントルイスの集落はミシシッピ川の主要な交易中心だったが、スペイン領ルイジアナ北部の管理拠点でもあり、スペイン軍の大尉でもあるフェルナンド・デ・レイバが副知事を務めていた。レイバは3月遅くに毛皮交易業者から、イギリス軍がセントルイスとその近くにあるアメリカ人のカホキア基地を攻撃する作戦を立てていると警告されていた。レイバは集落の防衛計画を練った。そこにはフィホ・デ・ルイジアナ植民地連隊の正規兵29名しか居らず、その他には168名の訓練されていない民兵が居るだけであり、彼等は周辺の田園部に散開して住んでいた。
レイバは防御のための総合計画を作成したが、それには4つの石塔建設も含まれていた。このための資金が無く、ニューオーリンズから資金を得る時間も無かったので、レイバは村人に要塞化するための資金と労働力の提供を依頼し、自己資金から幾らかの賃金を払った。5月半ばまでに丸い塔1基が完成した。その直径は30フィート (9 m)、高さは30ないし40フィート (9 - 12 m) あった。この塔はサンカルロス砦と呼ばれ、周辺田園部を一望にすることができた。それ以上の塔を建設する時間が無いことが明らかだったので、集落の北側と南側にある川と塔との間には塹壕が掘られた。塔の頂部には5門の大砲が据えられ、塹壕に沿っても別の大砲が置かれた。
ヘッセの部隊がロックアイランドに到着したことをヘッセが知ると、周辺にいる民兵を招集し、セントジェネビーブには援軍を要請した。5月13日までに「約150名の兵士、全て射撃名人」によって補強された。5月15日、カホキアのアメリカ人指揮官ジョン・モンゴメリーがレイバを訪問し、ヘッセの遠征部隊に対抗してスペイン・アメリカ合同軍の提案を行ったが、実を結ばなかった。5月23日、レイバのスカウトがヘッセの部隊は僅か14マイル (22 km) まで近付いており、カヌーを陸に揚げて陸路を進んでいると報告してきた。

## 戦闘

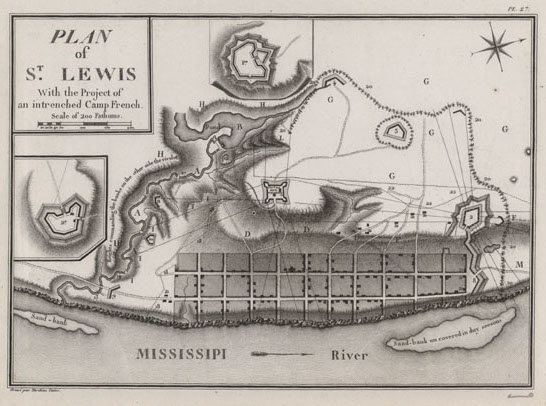
セントルイスのスケッチ、1790年代にビクター・コローが制作

5月25日、ヘッセはセントルイスの状況を探るために斥候部隊を派遣した。これらの部隊は集落の外側にある畑で女子供を含む労働者がいたために、集落に近付くことができなかった。翌日ヘッセは、ジャン＝マリー・デュシャームと300名のインディアンを川向こうのカホキア攻撃に派遣し、残り部隊でセントルイスに向かい、午後1時頃に到着した。この部隊が視界に入ったとき砦の塔から警告弾が発せされた。攻撃隊の先導はスー族とウィネバゴ族が務め、続いてソーク族とフォックス族、さらにヘッセを含む毛皮交易業者が後衛を務めた。レイバは塔からの防御を指示し、敵部隊が射程に入ったときに塔と塹壕からの一斉射撃を始めさせた。最初の一斉射撃で戦闘に消極的だったサック族とフォックス族の大半が後退し
、他の参戦者にこの遠征に加わる動機について懐疑的にさせ、その「裏切り」について不平をこぼすようになった。
ワパシャとスー族はスペインの守備隊を外に引き出そうと数時間頑張り、畑で捕まえた捕虜を残酷に殺すことまでやった。このことで町の住人の中には出撃許可を要請するところまで怒る者もでてきたが、レイバがこれを拒絶した。攻撃側は最終的に北方に撤退し、その途上で作物、家畜および建造物を破壊していった。
川向こうのカホキアではデュシャームの攻撃が容易く撃退された。折りよく守備隊を率いるために到着したジョージ・ロジャース・クラークが重要な役割を果たした。クラークのフロンティア戦士としての評判がインディアンに攻撃を続けることを躊躇させることになった。

## 戦いの後
セントルイスの守備隊は戦死、負傷、捕虜合わせて50ないし100名の犠牲を出したが、ほとんど全てが市民だった。戦いの1年後にセントルイスのスペイン人がミシガンのセントジョゼフ砦を襲撃し、イギリス軍の戦闘旗をセントルイスまで持ち帰った。
フェルナンド・デ・レイバは戦闘の翌月に死に、町の防衛のために市民が果たした役割を公式に認めていなかったために地元での批判の対象になった。スペイン国王カルロス3世はレイバが死んだことを知らずにレイバの武勇に対して中佐に昇進させることで答えた。

## 遺産
サンカルロス砦が建っていた場所は現在のセントルイス市4番通りとウォルナット通りの角である。地元の組織が毎年、この戦闘で命を失った21名の名前を読み上げることでこの戦闘を記念している。この戦闘はミズーリ州議会議事堂にある壁画とジオラマでも記憶されている。